# الیسون (بازیکن فوتبال)
الیسون (به پرتغالی: Elisson Aparecido Rosa) دروازه‌بان اهل برزیل است که در شهر بلو هوریزونته و در تاریخ ۲۶ مارس ۱۹۸۷ به دنیا آمده‌است.
الیسون در تیم‌های فوتبال کروزیرو سابقهٔ حضور دارد.